# Nesidovelia
Nesidovelia is een geslacht van wantsen uit de familie beeklopers (Veliidae). Het geslacht werd voor het eerst wetenschappelijk beschreven door Andersen & Weir in 2001.

## Soorten
Het genus bevat de volgende soorten:

- Nesidovelia alisonae (Andersen & Weir, 2003)
- Nesidovelia angelesi (Andersen & Weir, 2003)
- Nesidovelia annemarieae (Andersen & Weir, 2003)
- Nesidovelia apunctata (Andersen & Weir, 2003)
- Nesidovelia australiensis (Andersen & Weir, 2003)
- Nesidovelia barbifer (Andersen & Weir, 2003)
- Nesidovelia carnarvon (Andersen & Weir, 2003)
- Nesidovelia childi (Andersen, 1969)
- Nesidovelia distincta (Malipatil, 1980)
- Nesidovelia eborensis (Andersen & Weir, 2003)
- Nesidovelia falcifer (Andersen & Weir, 2003)
- Nesidovelia fluvialis (Malipatil, 1980)
- Nesidovelia herberti (Andersen & Weir, 2003)
- Nesidovelia howense (Hale, 1926)
- Nesidovelia howensis (Hale, 1926)
- Nesidovelia hypipamee (Andersen & Weir, 2003)
- Nesidovelia magnifica (Lundblad, 1933)
- Nesidovelia malipatili (Andersen & Weir, 2003)
- Nesidovelia margaretae (Andersen & Weir, 2003)
- Nesidovelia mjobergi (Hale, 1925)
- Nesidovelia monteithi (Andersen & Weir, 2003)
- Nesidovelia mossman (Andersen & Weir, 2003)
- Nesidovelia myorensis (Andersen & Weir, 2003)
- Nesidovelia odontogaster (Andersen & Weir, 2003)
- Nesidovelia pennicilla (Andersen & Weir, 2003)
- Nesidovelia peramoena (Hale, 1925)
- Nesidovelia queenslandiae (Andersen & Weir, 2003)
- Nesidovelia spurgeon (Andersen & Weir, 2003)
- Nesidovelia torresiana (Andersen & Weir, 2003)
- Nesidovelia tuberculata (Andersen & Weir, 2003)
- Nesidovelia woodwardi (Andersen & Weir, 2003)